# فلوریان هاوت-لابوردت
فلوریان هاوت-لابوردت (انگلیسی: Florian Haut-Labourdette؛ زادهٔ ۴ اکتبر ۱۹۹۲) نقشه خوان رالی اهل کشور فرانسه است. او در مسابقات رالی کمک‌راننده پیر لوئی لوبت بوده است.